# Büren (Zwitserland)
Büren  is een gemeente en plaats in het Zwitserse kanton Solothurn en maakt deel uit van het district Dorneck.
Büren telt 952 inwoners.